# 고토 사오리
고토 사오리(일본어: 後藤 沙緒里 ごとう さおり[*])는 일본의 여성 성우이다. 1987년 1월 8일생이며 TVA 유루유리의 학생회장, 마츠모도 리세역을 맡았다

## 출연 작품

### TV애니메이션
2001년
- 갤럭시 엔젤(카라스마 치토세)

2003년
- 디지캐럿뇨(빅토리아 엘리자베스)

2005년
- 로젠 메이든 트로이멘트(바라스이쇼)
- 코이코이7(아스카 야요이)

2006년
- 갤럭시 엔젤룬(카라스마 치토세)
- 두근두근 메모리얼 Only Love(시이나 아야메)
- 레드 가든(제시카)
- 스트로베리 패닉(키야키시 모모미)
- 만담천녀 오유이(츠키시마 유이)

2007년
- 안녕 절망선생(카가 아이)
- 프리즘 아크(오르티)
- 미나미가(케이코)
- 바카노!(벨리엄 모녀)
- 스카이 걸스(소노미야 카렌)
- 좀비 론(쿠제 시모츠키)
- 수장기공 단쿠가 노바(루우)

2008년
- 펭귄의 문제(마츠이 유미)
- 토라도라(잉꼬)
- 속 안녕 절망선생(카가 아이)
- 미나미가 오카와리(케이코)

2009년
- NEEDLESS(세츠나)
- 참 안녕 절망선생(카가 아이)
- 타이쇼 야구 소녀(키쿠사카 코쵸)
- 첫사랑 한정(안도 소아코)
- 미나미가 오카에리(케이코)
- 마리아 홀릭(이나모리 유즈루)

2010년
- 백화요란 사무라이 걸즈(핫토리 한조)

2011년
- 쾌도천사 트윈엔젤(토모치 냥)
- 유루유리(마츠모토 리세)
- STEINS;GATE(키류 모에카)
- C(Q)
- 마리아 홀릭 2기(이나모리 유즈루)

### 극장판
2006년
- 로젠 메이든 오베르튜레(바라스이쇼)

### OVA
2006년
- 스카이 걸스 OVA(소노미야 카렌)